# Wunderbare Pollyanna
Wunderbare Pollyanna (anhörenⓘ) (jap. 愛少女ポリアンナ物語 Ai shōjo Porianna monogatari, wörtlich: Die Geschichte von Pollyanna, dem Mädchen der Liebe) ist eine japanische Zeichentrickserie (Anime) unter der Regie von Kōzō Kuzuba aus dem Jahr 1986. Hauptperson ist ein kleines Mädchen namens Pollyanna, das ihre Mitmenschen immer wieder durch ihren unerschütterlichen Optimismus beeindruckt. Die Botschaft der Serie ist: Das Leben ist wunderschön, weil es überall viele Dinge gibt, über die man sich freuen kann.
Die Serie basiert auf dem Buch Pollyanna von Eleanor H. Porter aus dem Jahr 1913.

## Handlung
Im Mittelpunkt der Handlung steht Pollyanna, ein achtjähriges, fröhliches kleines Mädchen. Zusammen mit ihrem Vater, einem Pfarrer, wohnt Pollyanna in einer kleinen Gemeinde in den USA. Ihre Mutter verlor Pollyanna bereits im Alter von vier Jahren. Damals brachte ihr ihr Vater etwas bei, was sie bis heute nie vergessen hat: Überall gibt es etwas, worüber man sich freuen kann. Diese Botschaft gibt Pollyanna nicht nur selbst in den schwierigsten Situationen Mut, unverdrossen vermittelt sie sie auch ihren Mitmenschen.
Schon bald muss Pollyanna einen erneuten Schicksalsschlag verkraften. Nachdem ihr Vater einen schweren Herzinfarkt überlebt hat, stirbt er wenig später an einem erneuten Herzanfall. In seinem Testament hat er verfügt, dass Pollyanna zu ihrer Tante Polly Harrington nach Beldingsville zieht. Pollyanna freut sich auf ihre Tante, wird jedoch schnell enttäuscht: Tante Polly ist verbittert und sehr streng. Langsam gelingt es jedoch Pollyanna, ihr Herz zu erweichen.
Schnell schließt Pollyanna Freundschaft mit den Hausangestellten Tom, dessen Frau, ihrem Sohn Timothy sowie dem Kindermädchen Nancy. Dann lernt Pollyanna den Waisenjungen Jimmy kennen. Auch mit ihm schließt sie schnell Freundschaft.
Sie bittet Tante Polly, ihn zu adoptieren, was sie jedoch entrüstet ablehnt.
Dann lernt Pollyanna Mr. Pendleton kennen, einen alten, mürrischen Mann. Auch bei ihm gelingt es Pollyanna, sein Herz mit ihrer fröhlichen Art zu erweichen. Auch ihm macht sie den Vorschlag, Jimmy zu adoptieren. Mr. Pendleton lehnt zunächst ab. Um die Adoption zu ermöglichen, werden mehr Informationen über Jimmys Herkunft benötigt, die in einem Umschlag stehen sollen. Pollyanna und Jimmy wollen den Umschlag holen. Jedoch erleidet Pollyanna dabei einen schweren Unfall, als sie von einem Auto angefahren wird. Der Unfall scheint zunächst keine größeren Folgen zu haben, doch wenig später kann Pollyanna nicht mehr laufen.
Um Pollyanna eine Freude zu machen, adoptiert Mr. Pendleton Jimmy schließlich doch. Pollyanna freut das zwar; die Angst davor, dass sie vielleicht nie mehr laufen kann, stürzt sie jedoch in Verzweiflung. Selbst ein renommierter Arzt aus New York gibt ihr keine Chancen. Dr. Chilton, mit dem Tante Polly einst zusammen war, will jedoch nicht aufgeben. Er hört von einem Professor in Boston, der mit einer neuen Methode bei vergleichbaren Fällen große Erfolge erzielt hat. Zusammen mit Tante Polly und Dr. Chilton fährt Pollyanna nach Boston und wird dort operiert. Sie übersteht die Operation gut und macht dank einer Bewegungstherapie gute Fortschritte beim Laufen. Tante Polly und Dr. Chilton haben inzwischen geheiratet.
In Boston haben Pollyanna, Tante Polly und Dr. Chilton Della, eine Krankenschwester, kennengelernt. Nach einiger Zeit taucht Della überraschend in Beldingsville auf. Sie möchte, dass Pollyanna zu Dellas Schwester, Mrs. Carew, zieht, um sie aufzumuntern. Mrs. Carew lebt ebenfalls in Boston und ist seit geraumer Zeit depressiv. Nach anfänglichem Widerwillen lässt Tante Polly, die nach einem Zusammenbruch etwas Schonung braucht, Pollyanna ziehen.
Wie schon so oft gelingt es Pollyanna auch bei Mrs Carew nach einiger Zeit, ihren Gemütszustand durch ihre fröhliche Art deutlich zu verbessern. Eines Tages erzählt Mrs. Carew ihr von Jamie, ihrem Neffen, der vor langer Zeit verschwand.
Inzwischen hat Pollyanna James kennengelernt, einen Jungen, der im Rollstuhl sitzt. Nachdem sie erfahren hat, dass James adoptiert ist, vermutet Pollyanna, dass James Mrs. Carews Neffe Jamie ist. Mit dieser Vermutung liegt sie allerdings falsch. Immerhin veranlasst Mrs. Carew, dass die ärmliche Wohnung von James’ Familie renoviert wird.
Wenig später kehrt Pollyanna nach Beldingsville zurück. Nachdem Dr. Chilton bei einem Unfall gestorben ist, stellt sich heraus, dass Jimmy, Mr. Pendletons Adoptivsohn, Mrs. Carews Neffe Jamie ist. Diese Erkenntnis führt zu einigen Turbulenzen, doch das Problem löst sich von selbst: Mr. Pendleton macht Mrs. Carew einen Heiratsantrag.

## Episodenübersicht
| Folge | Titel                           | Japanische Erstausstrahlung | Deutsche Erstausstrahlung |
| ----- | ------------------------------- | --------------------------- | ------------------------- |
| 1     | Die kleine Tochter des Pfarrers | 5. Januar 1986              | 21. Juni 1993             |
| 2     | Papa darf nicht sterben         | 12. Januar 1986             | 22. Juni 1993             |
| 3     | Abschied von den Bergen         | 19. Januar 1986             | 23. Juni 1993             |
| 4     | Tante Polly                     | 26. Januar 1986             | 24. Juni 1993             |
| 5     | Der erste Tag                   | 2. Februar 1986             | 25. Juni 1993             |
| 6     | Das neue Kleid                  | 9. Februar 1986             | 28. Juni 1993             |
| 7     | Aller Anfang ist schwer         | 16. Februar 1986            | 29. Juni 1993             |
| 8     | Ein seltsamer Mann              | 23. Februar 1986            | 30. Juni 1993             |
| 9     | Die eingebildete Krankheit      | 2. März 1986                | 1. Juli 1993              |
| 10    | Glück und Unglück               | 9. März 1986                | 2. Juli 1993              |
| 11    | Ein aufregender Tag             | 16. März 1986               | 5. Juli 1993              |
| 12    | Tante Polly auf Reisen          | 23. März 1986               | 6. Juli 1993              |
| 13    | Das kranke Eichhörnchen         | 30. März 1986               | 7. Juli 1993              |
| 14    | Das neue Zimmer                 | 6. April 1986               | 8. Juli 1993              |
| 15    | Krankenbesuch bei John          | 13. April 1986              | 9. Juli 1993              |
| 16    | Die kleine Friseuse             | 20. April 1986              | 12. Juli 1993             |
| 17    | Die Vertretung                  | 27. April 1986              | 13. Juli 1993             |
| 18    | Die kranke Pollyanna            | 4. Mai 1986                 | 14. Juli 1993             |
| 19    | Das große Geheimnis             | 11. Mai 1986                | 15. Juli 1993             |
| 20    | Ein böses Erwachen              | 18. Mai 1986                | 16. Juli 1993             |
| 21    | Ein schreckliches Ereignis      | 25. Mai 1986                | 19. Juli 1993             |
| 22    | Eine schlimme Nachricht         | 1. Juni 1986                | 20. Juli 1993             |
| 23    | Unerwarteter Besuch             | 8. Juni 1986                | 21. Juli 1993             |
| 24    | Eine Chance für Pollyanna       | 15. Juni 1986               | 22. Juli 1993             |
| 25    | Die Reise nach Boston           | 22. Juni 1986               | 23. Juli 1993             |
| 26    | Die Operation                   | 29. Juni 1986               | 26. Juli 1993             |
| 27    | Die Kraft der Liebe             | 6. Juli 1986                | 27. Juli 1993             |
| 28    | Altes Glück und neues Leid      | 13. Juli 1986               | 28. Juli 1993             |
| 29    | Pollyanna zieht um              | 20. Juli 1986               | 29. Juli 1993             |
| 30    | Ankunft in Boston               | 27. Juli 1986               | 30. Juli 1993             |
| 31    | Eichhörnchen ist weg            | 3. August 1986              | 2. August 1993            |
| 32    | Allein in einer fremden Stadt   | 17. August 1986             | 3. August 1993            |
| 33    | Glückliche Freundschaft         | 24. August 1986             | 4. August 1993            |
| 34    | Ein trauriges Geheimnis         | 31. August 1986             | 5. August 1993            |
| 35    | Der junge Sir James             | 7. September 1986           | 6. August 1993            |
| 36    | Jamie                           | 14. September 1986          | 9. August 1993            |
| 37    | Wo ist der richtige Jamie?      | 21. September 1986          | 10. August 1993           |
| 38    | Tante Carew ist traurig         | 28. September 1986          | 11. August 1993           |
| 39    | Die Abschiedsfeier              | 5. Oktober 1986             | 12. August 1993           |
| 40    | Abschied von Boston             | 12. Oktober 1986            | 13. August 1993           |
| 41    | Das Genesungsfest               | 19. Oktober 1986            | 16. August 1993           |
| 42    | Das Unwetter                    | 26. Oktober 1986            | 17. August 1993           |
| 43    | Abschied von Dr. Chilton        | 2. November 1986            | 18. August 1993           |
| 44    | Tante Pollys Trauer             | 9. November 1986            | 19. August 1993           |
| 45    | Der Rosengarten                 | 16. November 1986           | 20. August 1993           |
| 46    | Das Geheimnis von Jamie Kent    | 23. November 1986           | 23. August 1993           |
| 47    | Gefährlicher Leichtsinn         | 30. November 1986           | 24. August 1993           |
| 48    | Der Retter in der Not           | 7. Dezember 1986            | 25. August 1993           |
| 49    | Die Enthüllung                  | 14. Dezember 1986           | 26. August 1993           |
| 50    | Ich bin Jamie                   | 21. Dezember 1986           | 27. August 1993           |
| 51    | Ein glückliches Ende            | 28. Dezember 1986           | 30. August 1993           |

## Synchronsprecher
| Rolle          | Japanischer Sprecher (Seiyū) | Deutscher Sprecher   |
| -------------- | ---------------------------- | -------------------- |
| Pollyanna      | Mitsuko Horie                | Diana Borgwardt      |
| Tante Polly    | Masako Nozawa                | Karin Schröder       |
| Dr. Chilton    | Hideyuki Tanaka              | Leon Boden           |
| Jimmy Bean     | Eiko Yamada                  | Daniela Reidies      |
| Tante Carew    | Masako Ikeda                 | Rita Engelmann       |
| John Pendleton | Banjou Ginga                 | Lothar Blumhagen     |
| Timothy        | Hideyuki Hori                | Mario von Jascheroff |
| Tom            | Ken'ichi Ogata               | Hans Nitschke        |

## Musik
Alle Lieder der Serie werden von Youki Kudoh gesungen. Dabei wurden für den Vorspann Shi-a-wa-se Carnival (し・あ・わ・せカーニバル, dt. „glücklicher Karneval“) bis zur Episode 27 und ab Episode 28 Hohoemu Anata ni Aitai (微笑むあなたに会いたい, dt. „Ich möchte dich lächeln sehen“), für den Abspann Ai ni Naritai (愛になりたい, dt. „Ich möchte Liebe werden“) bis zur Episode 27 und ab Episode 28 Shiawase (幸福, dt. „Glück“) verwendet. Zwischendurch wurden auch die Lieder Hoshikuzu no Chandelier (星屑のシャンデリア, dt. „Sternennebel-Kronleuchter“) und Yumeiro Tenshi (夢色天使, dt. etwa: „Ein Engel wie in einem Traum“) gespielt.

## DVD-Veröffentlichung
KSM Anime veröffentlichte die Serie in zwei Boxen, die erste mit den Episoden eins bis 26 am 21. September 2015, die zweite mit den Folgen 27 bis 51 am 9. November 2015. Enthalten ist die deutsche Synchronfassung, als „Extras“ gibt es verschiedene Anime-Trailer und Bildergalerien. Am 21. April 2022 veröffentlichte KSM Anime schließlich eine Gesamtausgabe mit allen Episoden auf insgesamt zehn DVDs.